# Peña Balsamaiso Club de Fútbol
La Peña Balsamaiso Club de Fútbol es un club de fútbol de España de la localidad de Logroño (La Rioja). Fue fundado en 1952, y juega en la Tercera Federación.

## Historia
La Peña Balsamaiso C. F. fue fundada el 21 de septiembre de 1952 como una asociación dedicada a diversas actividades culturales y deportivas. Es el segundo club de fútbol más antiguo de la ciudad de Logroño, detrás del C. D. Logroñés, que ya no tiene actividad deportiva.
En la periferia de Logroño había una balsa propiedad del señor Maiso donde se permitía jugar a los niños y jóvenes, y de ahí derivó su nombre.
Algunos equipos de la Peña han marcado pequeños hitos en su historia, como el juvenil que se proclamó Campeón de la Federación Guipuzcoana, que agrupaba a las provincias del norte, en el año 1957. 
El primer equipo de fútbol masculino comenzó su andadura en divisiones oficiales en 1957 en las divisiones regionales de la Federación Navarra de Fútbol, a la que estaban adscritos los clubes riojanos.
No sería hasta la temporada 1994-95, ya adscrito a la Federación Riojana de Fútbol, cuando el club participó por primera vez en competiciones nacionales, tras su ascenso a la Tercera división. En esta ocasión solo duró un año, descendiendo al quedar en último lugar.
En la temporada 2013-14 comenzó una racha de tres temporadas consecutivas en Tercera división, alcanzando en dos ocasiones el 13.º puesto y quedando penúltimo en la tercera temporada, volviendo a descender a Regional Preferente.
El 31 de mayo de 2021 el club llegó a un acuerdo con la S. D. Logroñés por el cual, éste sería su club filial.
En esa misma temporada, la 2021-22, la Peña Balsamaiso acabó en primer lugar, tanto en la fase regular como en la fase de ascenso, consiguiendo así un nuevo ascenso a Tercera Federación.
Al final de la temporada 2023-24, se dio por finalizado el acuerdo de filialidad con la S. D. Logroñés.

## Uniforme
- Uniforme titular: Camiseta blanca, pantalón blanco y medias blancas.

## Estadio
La Peña Balsamaiso C. F. juega sus partidos en el campo de fútbol de La Estrella, en el barrio del mismo nombre, en Logroño, con una capacidad de 268 espectadores.

## Palmarés
Nota: en negrita competiciones vigentes en la actualidad.
| Competición regional                  | Títulos                   | Subcampeonatos    |
| ------------------------------------- | ------------------------- | ----------------- |
| Regional Preferente de La Rioja (1/2) | 2021-22.                  | 1993-94, 1999-00. |
| Primera Regional de Navarra (0/1)     |                           | 1984-85.          |
| Segunda Regional de Navarra (3/2)     | 1957-58,1960-61, 1983-84. | 1959-60, 1977-78. |

## Datos del club
- Temporadas en Primera División: 0
- Temporadas en Segunda División: 0
- Temporadas en Primera Federación: 0
- Temporadas en Segunda Federación: 0
- Temporadas en Tercera Federación / Tercera División: 8
- Mejor puesto en la liga: 7.º en Tercera Federación (temporada 2022-23)

## Trayectoria

### Histórico de temporadas
| Temporada | División     | Puesto |
| --------- | ------------ | ------ |
| 1957-58   | 2.ª Regional | 1.º    |
| 1958-59   | 2.ª Regional | 3.º    |
| 1959-60   | 2.ª Regional | 2.º    |
| 1960-61   | 2.ª Regional | 1.º    |
| 1961-62   | 1.ª Regional | 8.º    |
| 1962-63   | 1.ª Regional | 8.º    |
| 1963-64   | 1.ª Regional | 9.º    |
| 1964-65   | 1.ª Regional | 10.º   |
| 1965-66   | 1.ª Regional | 7.º    |
| 1966-67   | 1.ª Regional | 5.º    |
| 1967-68   | 1.ª Regional | 3.º    |
| 1968-69   | 1.ª Regional | 10.º   |
| 1969-70   | 1.ª Regional | 14.º   |
| 1970-71   | 1.ª Regional | 12.º   |
| 1971-72   | 1.ª Regional | 18.º   |
| 1972-73   | 2.ª Regional | 3.º    |
| 1973-74   | 2.ª Regional | 7.º    |
| 1974-75   | 1.ª Regional | 3.º    |
| 1975-76   | 1.ª Regional | 11.º   |
| 1976-77   | 1.ª Regional | 15.º   |

| Temporada | División       | Puesto |
| --------- | -------------- | ------ |
| 1977-78   | 2.ª Regional   | 2.º    |
| 1978-79   | 1.ª Regional   | 15.º   |
| 1979-80   | 2.ª Regional   | 5.º    |
| 1980-81   | 2.ª Regional   | 3.º    |
| 1981-82   | 1.ª Regional   | 8.º    |
| 1982-83   | 1.ª Regional   | 16.º   |
| 1983-84   | 2.ª Regional   | 1.º    |
| 1984-85   | 1.ª Regional   | 2.º    |
| 1985-86   | 1.ª Regional   | 8.º    |
| 1986-87   | Preferente     | 8.º    |
| 1987-88   | Preferente     | 8.º    |
| 1988-89   | Preferente     | 7.º    |
| 1989-90   | Preferente     | 9.º    |
| 1990-91   | Preferente     | 3.º    |
| 1991-92   | Preferente     | 4.º    |
| 1992-93   | Preferente     | 5.º    |
| 1993-94   | Preferente     | 2.º    |
| 1994-95   | 3.ª (Grupo XV) | 20.º   |
| 1995-96   | Preferente     | 11.º   |
| 1996-97   | Preferente     | 15.º   |

| Temporada     | División             | Puesto |
| ------------- | -------------------- | ------ |
| 1997-98       | Preferente           | 8.º    |
| 1998-99       | Preferente           | 6.º    |
| 1999-00       | Preferente           | 2.º    |
| 2000-01       | Preferente           | 4.º    |
| 2001-02       | Preferente           | 3.º    |
| 2002-03       | Preferente           | 12.º   |
| 2003-04       | Preferente           | 15.º   |
| Desde 2004-05 | Inactivo             | —      |
| hasta 2011-12 | Inactivo             | —      |
| 2012-13       | Preferente           | 4.º    |
| 2013-14       | 3.ª (Grupo XVI)      | 13.º   |
| 2014-15       | 3.ª (Grupo XVI)      | 13.º   |
| 2015-16       | 3.ª (Grupo XVI)      | 19.º   |
| 2016-17       | Preferente           | 7.º    |
| Desde 2017-18 | Inactivo             | —      |
| hasta 2018-19 | Inactivo             | —      |
| 2019-20       | Preferente           | 13.º   |
| 2020-21       | Preferente           | 6.º    |
| 2021-22       | Preferente           | 1.º    |
| 2022-23       | 3.ª Fed. (Grupo XVI) | 7.º    |

| Temporada | División             | Puesto |
| --------- | -------------------- | ------ |
| 2023-24   | 3.ª Fed. (Grupo XVI) | 11.º   |
| 2024-25   | 3.ª Fed. (Grupo XVI) | 8.º    |
| 2025-26   | 3.ª Fed. (Grupo XVI) |        |

LEYENDA
```
 :Ascenso de categoría

 :Descenso de categoría
```

### Participaciones en promociones de ascenso
| Temporada | Liga                | Ronda | Rival           | Ida | Vuelta | Global |  | Ascenso |
| --------- | ------------------- | ----- | --------------- | --- | ------ | ------ |  | ------- |
| 1960-61   | Segunda Regional    | Final | C. D. Berceo    | 3-1 | 4-0    | 3-5    |  |         |
| 1993-94   | Regional Preferente | Final | C. A. Cirbonero | 1-1 | 2-1    | 2-3    |  |         |